# Leon Butler
Leon Edward Butler (2. december 1898 - 15. juni 1973) var en amerikansk roer.
Butler vandt en bronzemedalje ved OL 1924 i Paris, hvor han sammen med Harold Wilson og styrmand Edward Jennings udgjorde den amerikanske toer med styrmand. Amerikanerne måtte se sig slået af Schweiz og Italien, der vandt henholdsvis guld og sølv. Det var den eneste udgave af OL han deltog i.

## OL-medaljer
- 1928:  Bronze i toer med styrmand